# 东兴镇 (阆中市)
东兴镇，是中华人民共和国四川省南充市阆中市曾经下辖的一个镇。2019年10月，撤销东兴镇和清泉乡，将其所属行政区域划归文成镇管辖。

## 行政区划
东兴镇撤销前下辖以下地区：
龙山坪村、独鹰嘴村、宝安村、泥池村、柏垭子村、东岳坝村、石塔村、大力宫村、大堰口村、井溪河村、龙洞村和龛溪村。